# Prima Categoria Umbria 1964-1965
Il campionato di calcio di Prima Categoria 1964-1965 è stato il V livello del campionato italiano. A carattere regionale, fu il sesto campionato dilettantistico con questo nome dopo la riforma voluta da Bruno Zauli del 1958.
Questo è il girone organizzato dal Comitato Regionale Umbro per la regione Umbria.

## Squadre partecipanti
| Squadra       | Città (provincia)                       | Stagione 1963-1964                    |
| ------------- | --------------------------------------- | ------------------------------------- |
| Amerina       | Amelia (TR)                             | 11° in Prima Categoria Umbria         |
| Angelana      | Santa Maria degli Angeli di Assisi (PG) | 10° in Prima Categoria Umbria         |
| Bastia        | Bastia Umbra (PG)                       | 13° in Prima Categoria Umbria         |
| Gualdo        | Gualdo Tadino (PG)                      | 12° in Prima Categoria Umbria         |
| Gubbio        | Gubbio (PG)                             | 2° in Prima Categoria Umbria          |
| Nestor        | Marsciano (PG)                          | In Seconda Categoria Umbria, promossa |
| Orvietana     | Orvieto (TR)                            | 8° in Prima Categoria Umbria          |
| Ponte Felcino | Ponte Felcino di Perugia                | 7° in Prima Categoria Umbria          |
| Pontevecchio  | Ponte San Giovanni di Perugia           | 2° in Prima Categoria Umbria          |
| San Gemini    | San Gemini (TR)                         | In Seconda Categoria Umbria, promosso |
| Spello        | Spello (PG)                             | In Seconda Categoria Umbria, promosso |
| Spoleto       | Spoleto (PG)                            | 5° in Prima Categoria Umbria          |
| Tiberis       | Umbertide (PG)                          | 4° in Prima Categoria Umbria          |
| Todi          | Todi (PG)                               | 5° in Prima Categoria Umbria          |
| Virtus        | Terni                                   | 9° in Prima Categoria Umbria          |

## Classifica finale
|  | Pos. | Squadra       | Pt | G  | V | N | P | GF | GS | DR |
|  | ---- | ------------- | -- | -- | - | - | - | -- | -- | -- |
|  | 1.   | Gubbio        | 49 | 28 |   |   |   |    |    |    |
|  | 2.   | Pontevecchio  | 45 | 28 |   |   |   |    |    |    |
|  | 3.   | Todi          | 37 | 28 |   |   |   |    |    |    |
|  | 4.   | Ponte Felcino | 32 | 28 |   |   |   |    |    |    |
|  | 4.   | Bastia        | 32 | 28 |   |   |   |    |    |    |
|  | 6.   | Amerina       | 30 | 28 |   |   |   |    |    |    |
|  | 7.   | Orvietana     | 28 | 28 |   |   |   |    |    |    |
|  | 8.   | Tiberis       | 27 | 28 |   |   |   |    |    |    |
|  | 9.   | Virtus        | 24 | 28 |   |   |   |    |    |    |
|  | 10.  | Nestor        | 23 | 28 |   |   |   |    |    |    |
|  | 11.  | Angelana      | 20 | 28 |   |   |   |    |    |    |
|  | 11.  | San Gemini    | 20 | 28 |   |   |   |    |    |    |
|  | 11.  | Spoleto       | 20 | 28 |   |   |   |    |    |    |
|  | 14.  | Spello        | 16 | 28 |   |   |   |    |    |    |
|  | 15.  | Gualdo        | 12 | 28 |   |   |   |    |    |    |

Legenda:

      Promossa in Serie D 1965-1966.
      Retrocessa in Seconda Categoria Umbria 1965-1966.
Regolamento:

Due punti a vittoria, uno a pareggio, zero a sconfitta.
Note:

Il Gualdo è poi stato riammesso.